# Borisz Vasziljevics Barnet
Borisz Vasziljevics Barnet (oroszul: Борис Васильевич Барнет; Moszkva, 1902. június 18. – Riga, 1965. január 8.) orosz szovjet filmrendező.
Felesége, Alla Kazanszkaja (1920–2008) 1938-tól végig a moszkvai Vahtangov Színház színésznője volt, több mint harminc évig színészmesterséget is tanított. Házasságukból született lányuk, Olga Boriszovna Barnet (1951) szintén színésznő lett.

## Indulása
A moszkvai képzőművészeti iskolában tanult, majd önként beállt vöröskatonának. Miután betegsége miatt leszerelték, bokszoló lett. Egy bokszmeccsen látta meg őt Lev Kulesov, amikor Mr. West kalandjai a bolsevikok országában című készülő filmjének szerepére épp egy bokszolót keresett.
Filmes pályáját  színészként kezdte, Kulesov híres stúdiójának tagja lett. Kisebb szerepet kapott Pudovkin Sakklázában (1925), melyben a táncosnő-koreográfus Natalja Glan, első felesége (1926–1927) is szerepelt; epizodista volt Fjodor Ozep is (a később külföldre távozott filmrendező), akivel közösen készítették rendezőként első filmjüket, a bohózati elemeket is bőven tartalmazó Miss Mendet (1926). A komédia egyik férfi főszerepét Barnet, női főszerepét Natalja Glan alakította; egy kis szerepben itt jelent meg először Anyel Szudakevics, aki később Anna Sten (Szten) néven vált ismertté és Hollywoodig jutott.

## Rendezői pályafutása
Barnet filmrendezői pályája lényegében első önálló rendezésével, a Kislány a kalapdobozzal című lírai komédiával indult (1927). A vidékről Moszkvába feljutó kis kalaposlány történetét eleve Anna Sten számára írták. Első igazán sikeres filmje, a Ház a Trubnaja téren (1928) szatíra az úgynevezett NEP-korszak moszkvai kispolgárairól; központi figurája ismét a faluról fővárosba került lány (takarítónő), ezúttal Vera Mareckaja megformálásában.
Borisz Barnetnál hiába keresnénk Dovzsenko patetikus emelkedettségét, Eisenstein bravúros montázsait, monumentális tömegjeleneteket. Igaz, az 1917. októberi forradalom tizedik évfordulójára ő is propagandisztikus filmet készített (Moszkva Októberben, 1927). Filmjei mégis különböznek a kor ismert alkotásaitól: ő az egyszerű emberek hétköznapi történeteihez és tárgyi világához vonzódik, alakjait természetes környezetükben, humorral vagy iróniával, de szeretettel ábrázolja.

### Hangos filmek
Ezek jellemzik első hangosfilmjét, a Határvidéket is (1933), melyet méltatói a korszak legjobb alkotásai közé sorolnak (félrevezető magyar címváltozata: Külváros). Barnet „megdöbbentően atmoszferikus képet rajzolt egy határszéli kisváros lakóiról az I. világháború előtt, alatt és után. A soviniszta hangulat csak úgy megjelenik a filmben, mint a kiábrándulás, a kiszolgáltatottsággal, majd a forradalmat elfogadó megvilágosodással együtt. A rendező nem propagandát csinált. A társadalmi folyamatok emberi oldalát mutatta meg… Pedig nem ez a hangvétel jellemezte az 1930-1934-es évek filmjeit.”
Egy orosz filmtörténész a filmet Csehov darabjaihoz hasonlítva azt írta: „Fontos szerepet játszik benne minden, ami a szavak mögött van, – szereplőinek rejtett és visszafojtott érzelmei, a szünetek és sejtések, a körülmények és az atmoszféra, a komikus és drámai elemek kombinációja, mindez valami nagyszerű belső ritmust alakít ki.”
A kor atmoszférájának élethű visszaadását a színészi játék természetessége is segítette. A szereplők között látható a Lev Kulesov alkotóműhelyéből kikerült Szergej Komarov és az akkor már szintén tapasztalt színész, Mihail Zsarov, valamint az újonc Nyikolaj Krjucskov.
Krjucskovot, a szovjet nézők későbbi kedvenc férfi színészét Barnet fedezte fel a film számára. A fiatal színész Natalja Glannál tanult táncolni, így ismerte meg őt Barnet és egy kisebb szerepet bízott rá a Határvidékben, majd központi szerepet a két évvel később forgatott A kék tenger partján című vígjátékában. Partnere mindkét filmben a rendező második felesége, Jelena Kuzmina volt. Kuzmina korábban is szerepelt filmen, de ekkor még pályakezdőnek számított és Barnet két filmjében tűnt ki. Az elsőben a cipészműhely tulajdonosának lányát alakítja, aki beleszeret a német hadifogoly segédbe; a másodikban csinos halászlányt játszik, akinek szívéért két férfi verseng (A kék tenger partján, 1936).
A Kaszpi-tengernél forgatott A kék tenger partján még megőrizte Barnet szabad, humorral és lírával átitatott stílusát, a Szeptemberi éjszakában (1939) azonban ennek nyoma sincs. Itt már érződnek a Szovjetunióban végbement baljós társadalmi változások, a kultúrpolitika által követendőnek ítélt szocialista realizmus tendenciája: egy donyeci bányában növelni akarják a széntermelést, de ezt „a nép ellenségei” szabotázsakcióval próbálják megakadályozni. Az Öreg műlovar (1940) a moszkvai lóversenyek világát mutatja be és a falujában tanítványát felnevelő kiöregedett zsokéról szól. A filmet betiltották, csak 1959-ben mutatták be. Nem kerülhetett nézők elé a Novgorodiak (1942) című vígjáték sem.

### A háború után
Barnet sokáig nem is rendezett többet a Moszfilm Stúdióban, erre csak Sztálin halála után, 1956-ban nyílt először lehetősége. Következő két filmje a háború idején játszódik. A Végzetes éjszakában (1945) három lezuhant pilótát rejtegetnek egy kisvárosban a német megszállók elől. A Veszélyes őrjárat (1947) egy szovjet hírszerző (Pavel Kadocsnyikov alakítása) tevékenységéről szól; bár meséje primitív, és az ellenséges tisztek mind együgyűek, a film mégis igazi kasszasiker lett. Ez volt az első orosz, szovjet kémfilm és mintául szolgált több későbbi alkotás számára.
A kútba esett kérő (1955) Moldáviában játszódó színes, zenés vígjáték három fiatal zenészről, akik munkájukat a kolhozban elhanyagolják, de végül megjavulnak. A költőben (1956) egy kikötőváros két költője irodalmi esteken lép fel, de polgárháborúban egyikük a fehérek, másikuk a vörösök oldalára áll. A filmben Nyikolaj Krjucskov mellett Izolda Izvickaja is fontos szerepet játszik, aki ugyanebben az évben tűnt fel Grigorij Csuhraj A negyvenegyedik című, szintén polgárháborús filmjében. Az Annuska (1959) címszerepét, a háború által meggyötört és utána három gyermekét felnevelő anyát a pályája elején álló Irina Szkobceva játszotta; ritka filmszerepeinek egyike, ahol nem dekoratív szépséget, hanem egyszerű orosz asszonyt alakít.
Barnet a Szovjetunió különböző filmstúdióiban működött. 1965-ben új filmjét Rigában forgatta volna, de a felvételek kezdete után nem sokkal egy rigai szállodában öngyilkos lett.
Több hangos filmjét a hazai mozikban is vetítették. Magyarországi bemutatóik: Veszélyes őrjárat – 1948. március, Végzetes éjszaka – 1949. szeptember, A kútba esett kérő – 1955. november, Annuska – 1960. október.

## Filmjei

### Forgatókönyvek
- 1926 – Miss Mend (Мисс Менд) (Marietta Saginyan művei alapján, Fjodor Ozeppel)
- 1955 – A kútba esett kérő (Ляна) (Valentyin Jezsovval és Leonyid Kornyanuval)

### Filmszerepei
- 1924 – Mr. West kalandjai a bolsevikok országában (Необычайные приключения мистера Веста в стране большевиков) – (R. Lev Kulesov)
- 1925 – Sakkláz (Шахматная горячка) – (R. Vszevolod Pudovkin, Nyikolaj Spikovszkij)
- 1925 – A helyes nyomon (На верном следу)
- 1926 – Miss Mend, 1–3. rész (Мисс Менд)
- 1927 – Moszkva Októberben (Москва в Октябре)
- 1928 – Dzsingisz kán utóda (Потомок Чингисхана) – (R. Vszevolod Pudovkin)
- 1928 – Ház a Trubnaja téren (Дом на Трубной)
- 1929 – Élő holttest (Живой труп) – (R. Fjodor Ozep)
- 1933 – Külváros [címváltozat: Határvidék] (Окраина)
- 1945 – Végzetes éjszaka (Однажды ночью)
- 1946 – Szinyegora (Синегория)
- 1947 – Veszélyes őrjárat (Подвиг разведчика)

### Rendezői munkái
- 1926 – Miss Mend (Мисс Менд) – (Társrendező Fjodor Ozeppel)
- 1927 – Kislány a kalapdobozzal (Девушка с коробкой)
- 1927 – Moszkva Októberben (Москва в Октябре)
- 1928 – Ház a Trubnaja téren (Дом на Трубной)
- 1930 – Élő dolgok (Живые дела) – (Ismeretterjesztő film)
- 1930 – Hangszerek gyártása (Производство музыкальных инструментов) – (Ismeretterjesztő film)
- 1931 – Jégtörő (Ледолом) – (Rövid játékfilm)
- 1933 – Határvidék [címváltozat: Külváros] (Окраина)
- 1936 – A kék tenger partján (У самого синего моря) – (Bakui filmstúdió, 1935; bemutató: 1936 )
- 1939 – Szeptemberi éjszaka (Ночь в сентябре) – (Moszfilm Stúdió)
- 1940 – Öreg műlovar (Старый наездник) – (Moszfilm Stúdió; bemutató: 1959)
- 1941 – Bátorság (Боевой киносборник № 3 (часть «Мужество»)) – (Háborús filmalbum része, rövid játékfilm)
- 1942 – Az „értékes” fej (Боевой киносборник № 10 (часть «Бесценная голова»)) – (Háborús filmalbum része, rövid játékfilm)
- 1942 – Novgorodiak (Славный малый – Новгородцы) – (Alma-Atai filmstúdió; a filmet nem mutatták be)
- 1945 – Végzetes éjszaka (Однажды ночью) – (Jereváni filmstúdió, 1944; bemutató: 1945)
- 1947 – Veszélyes őrjárat (Подвиг разведчика) – (Kijevi filmstúdió)
- 1948 – Az élet lapjai (Страницы жизни) – (Szverdlovszki filmstúdió; társrendező Alekszandr Macseret)
- 1950 – Boldog nyár (Щедрое лето) – (Kijevi filmstúdió, 1950; bemutató: 1951)
- 1952 – Hangverseny Kijevben (Концерт мастеров украинского искусства)
- 1955 – A kútba esett kérő (Ляна) – (Gorkij Filmstúdió)
- 1956 – A költő (Поэт) – (Moszfilm Stúdió; forgatókönyv: Valentyin Katajev)
- 1957 – A birkózó és a bohóc (Борец и клоун) – (Moszfilm Stúdió; társrendező K. Jugyinnal)
- 1959 – Annuska (Аннушка) – (Társrendező Georgij Natanszonnal)
- 1961 – Aljonka (Алёнка)
- 1963 – Kis állomás (Полустанок)